# Foltényi Vilmos

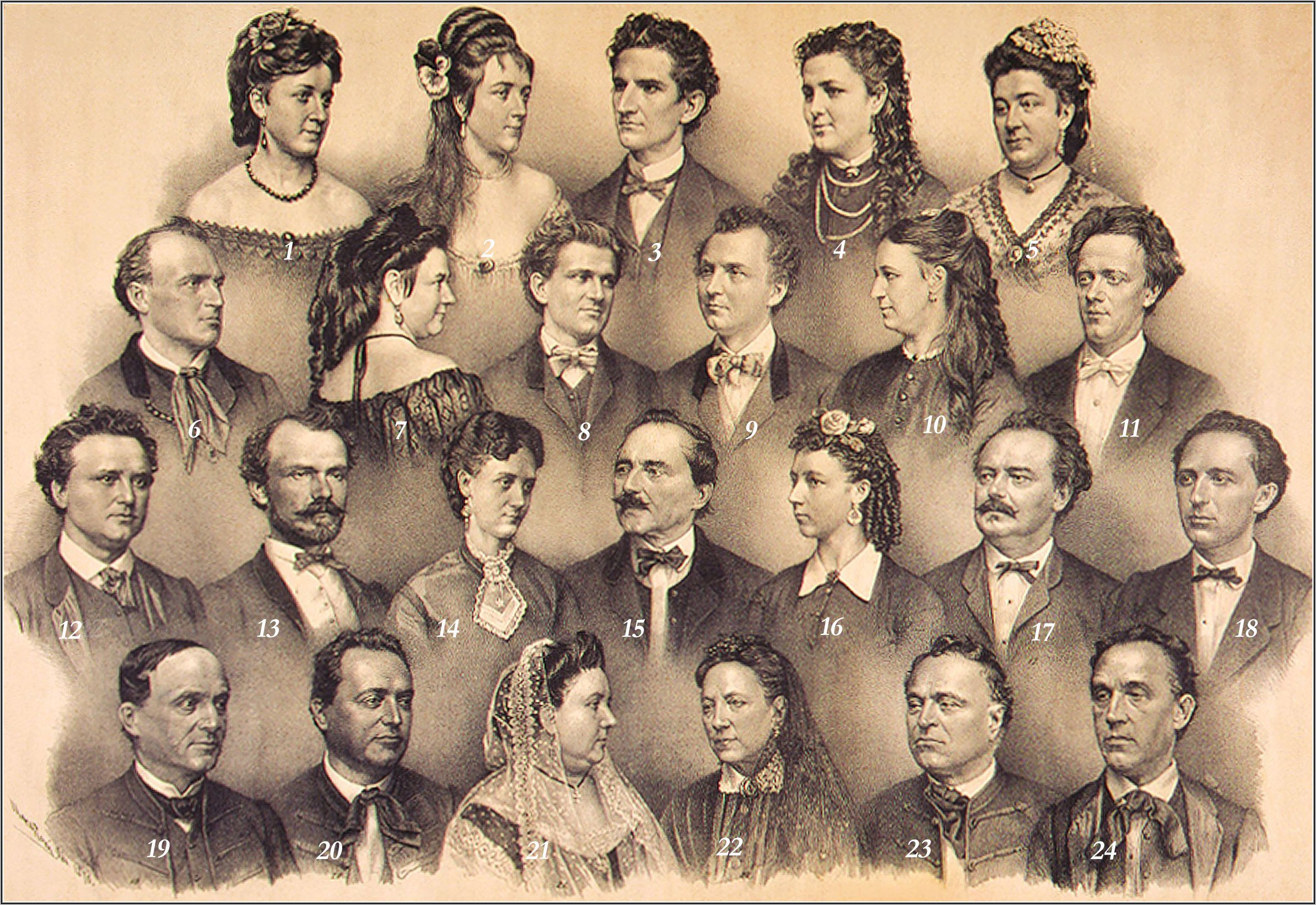
Az 1870-es debreceni színtársulatról készített tablón sorrendben a következő színészek láthatók: 1. Szakáll Róza (1848–1926); 2. Tannerné Szabó Róza, később Erkel Sándorné (1850–1922); 3. Bercsényi Béla (1844–1901); 4. Blaha Lujza (1850–1926); 5. Mándoky Béláné [Presly] Morzsai Emma (1844–1923); 6. Rónai Gyula (1828–1874); 7. Hetényi Laura, Molnárné (1830–1874); 8. Mándoky Béla (1839–1918); 9. Együd István (1838–1882); 10. Dalnoki Béniné, Konti Fáni (1842–1908); 11. Vízvári Gyula (1841–1908); 12. Gerecs János (1843–1910); 13. Dalfi Lőrinc; 14. Takács Emese, Bercsényiné (1847–1914); 15. Szabó József (1814–1875); 16. Szomolnoki Erzsi, Balla Istvánné; 17. Tanner István (1828–1878); 18. Dalnoki Béni (1838–1914); 19. Foltényi Vilmos (1820–1905); 20. Zöldi Miklós (1821–1876); 21. Foltényiné, Szákfy-Szabó Amália (1830–1901); 22. Zöldiné Szabó Julianna (1812–1886); 23. Dózsa József (1815–1886); 24. Philippovits István (1822–1885)

Komjáti Foltényi Vilmos, Foltiny (Komját, 1822. május 29. – Debrecen, 1905. február 3.) színész, operaénekes, színigazgató.

## Életútja
Szülei nemes emberek voltak, apja Foltényi (Foltin) János gazdatiszt, anyja Rédey Julianna. Iskoláit Pesten végezte, ahol apja Grassalkovich herceg uradalmi főszámtartója volt. Tanulmányai elvégeztével 19 évesen 1841 tavaszán Gödöllőre ment, ahol az uradalom főmérnöki irodájában gyakornokoskodott. 1842. április 1-jén lépett a színi pályára és előbb kóristáskodott a Nemzeti Színházban, 30 forint fizetés mellett. Itt három évet töltött, majd vidéken folytatta pályáját és id. Szerdahelyi József, Havi Mihály és Szabó József igazgatók egyesített társulatához szerződött. Hamarosan mint első operaénekes ismertségre tett szert Szeged, Nagyvárad és Kolozsvár színpadain. Miután ez a társulat feloszlott, Szabó és Havi megalakította az Első magyar négyes daltársulatot, s ezzel Foltényi is bejárta Olaszországot, Stájerországot, Karintiát, Franciaországot, Angliát, Svájcot és Dániát. A téli idényre Bécsbe szerződött. 1847-ben újra a Szabó—Havi-társulat tagja volt és ismét a külföldet járta.
A szabadságharc kitörésekor hazajött és mint honvédtüzér több csatában vett részt. 1848. szeptember 29-én Kassán játszott az akkori kedvelt »Szenttropezi úrnő« című operettben. Itt csak december 11-éig maradt, azután visszatért a harctérre és mint a röppentyűsök parancsnoka a Honvéd-hadihajón szolgált. A szabadságharc után bujdosott, azután Szatmáron folytatta pályáját.
1850-től 1854-ig Latabár Endre társulatához szerződött és Nagykanizsán, Kaposvárott, Győrött játszott. 1856-ban Aradon volt szerződésben Szabó Józsefnél és a bécsi józsefvárosi és wiedeni színházakban szerepelt. 1859-ben Reszler István debreceni színházához szerződött, s előbb Pécsett lépett fel, majd Zágrábban és visszatért Kaposvárra. 1861-től pedig állandóan Debrecenben maradt, ahol ez év szeptember 1-jén nőül vette Szákfy-Szabó Amáliát.
44 évig működött a színházi pályán, elsőrendű szerepkörben. Utolsó előtti fellépte 1885. december 10-én volt Debrecenben, a »Peleskei nótárius»-ban, majd még egyszer 1903. április 12-én lépett színpadra. Ezután a debreceni úri kaszinó könyvtárosa lett és nyugalomba vonult. Tüdőgyulladásban hunyt el, utolsó szavai ezek voltak: »Virrasztottam eleget értetek, most már hagyjatok aludni!«...
A debreceni színtársulat gyászjelentésében így említette: „A magyar színészetnek gyásza van. Letörött egy nemes fája. ...Nemes volt művészete, nemes volt élete.”

## Fontosabb szerepei
- Lajos (Szigligeti E.: Szökött katona)
- Dunanan (Offenbach)
- Quasimodo (Hugo: A Notre-Dame-i toronyőr)
- Dulcamara (Donizetti: Szerelmi bájital)
- Don Pasquale (Donizetti)
- Don Caesar de Bazan (Dumanoir–D’Ennery)
- Calchas (Offenbach: Szép Heléna)
- Bum-bum generális (Gerol-steini nagyhercegnő)
- Gavallér (Tékozló)
- Oroveso (Norma)
- Marquis (Linda)
- Fleck (Pajkos diákok)
- Rejtey (Fenn az ernyő, nincsen kas)
- Kelendi Jancsi (Pünkösdi királyné)
- Nagy Jancsi (Nagyapó)
- Páter Knitelius (II. Rákóczi Ferenc fogsága)
- Frici (Vén bakancsos)
- Szárnyai (Csikós)
- Vlad Marci (Mátyás deák)

## Működési adatai
1845–1847: Szerdahelyi József, Havi Mihály, Szabó József; 1847–1848: Kilényi Dávid; 1850: Havi Mihály, Szabó József; 1851–1854: Latabár Endre; 1855–1856: Szabó József; 1856: Havi Mihály, Hegedűs Lajos; 1857–1860: Szabó József; 1860: Reszler István; 1861–1885: Debrecen; 1875–1876: Bogyó Alajos, Mándoky Béla.